# Спомен костурница у Мајуру
Спомен костурница у Мајуру, код Шапца, подигнута је 1986. године на раскршћу познатом као Сокина кафана, у којој су сахрањени посмртни остаци ратника српске војске, највише из Моравске дивизије, у Првом светском рату.

## Први светски рат
За време одбране Србије на почетку Првог светског рата, српска војска је организовала превијалиште и болницу у Сокиној кафани у коју су доношени рањени војници. Болницом је руководио др Михаило Дуњић, као српски лекар хирург, санитетски потпуковник и касније управник шабачке болнице од 1920. до 1936. године. Војници који су подлегли рањавању, као и ампутирани удови рањеника сахрањивани су непосредно у близини болнице, чиме се формирало војничко гробље са око сто гробних места. Нема података да ли је гробље после рата било обележено и ограђено.

## Премештај
Током 80-тих година 20. века по пројекту се градио обилазни пут према Лозници и војничко гробље се нашло на траси новог пута, тако да се указала потреба за његовим измештањем. Први договори у вези измештања војног гробља водили су се 5. јуна 1986. године, да би се са ископавањем почело 13. септембра, за шта је првобитно дат рок од три дана. На инститирање запослених у Народном музеју у Шапцу и тадашњег директора Радована Миразовића, рок за измештај је продужен на пет дана. Радовима је, уз присутство директора, руководила Светланка Милутиновић, кустос и као њен асистент Миливој Васиљевић, археолог музеја.
Приликом ископавања је откривено око сто гробних места, са око 150 до 200 углавном целих скелета и око 200 фрагмената делова тела, углавном удова, непознатог броја рањеника. По тадашњој тврдњи археолога Васиљевића и његовој стручној процени у војном гробљу је сахрањено што у целини, што делови тела од 400 до 450 рањеника.
За време ископавања, у близини на катастарској парцели 280/2, површине 4,61 ари, ископана је гробница у којој су спуштени, у пет до шест дрвених сандука, скупљени посмртни остаци ратника. Због кратког рока који је дат од надлежних из тадашње локалне управе, њихове незаинтересованости, као и политичке ситуације у земљи, не постоји ни један писани докуменат, осим белешки Радована Миразовића у службеној белешки о извршеним радовима.
Посмртни остаци су до 17. септембра 1986. године есхумирани и пренесени у новоизграђену гробницу. 

## Израда и изглед споменика
Нешто касније, у новембру 1986. године, дата је сагласност надлежног Завода за заштиту споменика Крагујевац, СУБНОР-а и надлежних установа општине Шабац, за изглед споменика и текст који би се налазио на њему. Радован Миразовић, који је по професији историчар уметности и сликар, из пијатитета према умрлим ратницима, исклесао је бесплатно споменик у периоду од 17. до 24. децембра 1986. године. Споменик је клесан од камена из каменолома Љута стена у Славковици, селу са територији општине Љиг и родног краја војника Моравске дивизије.
Споменик је у облику усправног правоугаоника, са крстом на врху и уклесаним текстом:
Српским ратницима палим у борби за слободу у јесен 1914. године. Народ шабачког краја, децембар 1986.
Изнад текста је уклесана розета, а испод Дрво живота, као знак вечног живота и сећања, преузет из средњовековних књига.
У оквиру плаца на којем се налази спомен костурница, од раније се налазе два споменика и гробна места, Соке Милошевић, по којој кафана носи име и Мића Милинковића, кмета ондашњег, оба из 19. века.